# Ctenichneumon punctiscuta
Ctenichneumon punctiscuta là một loài tò vò trong họ Ichneumonidae.